# 지구에 떨어진 사나이
지구에 떨어진 사나이(The Man Who Fell To Earth)는 미국에서 제작된 니콜라스 뢰그 감독의 1976년 SF, 드라마 영화이다. 데이비드 보위 등이 주연으로 출연하였고 마이클 딜리 등이 제작에 참여하였다.

## 출연

### 주연
- 데이비드 보위
- 립 톤

### 조연
- 캔디 클락
- 벅 헨리
- 베니 케이시

## 제작진
- 원작자: 월터 테비스
- 미술: 브라이언 이트웰
- 의상: 메이 루스